# Жанры фантастики
Многогранность фантастики стала причиной выделения из неё различных течений и поджанров. Общепризнанным является деление фантастики на научную фантастику (внутри которой выделяют твёрдую научную фантастику и социальную фантастику) и фэнтези (внутри которой выделяют поджанр хоррора). Нередко встречается синтез обоих жанров: научное фэнтези и технофэнтези.
Исчерпывающая единая классификация фантастики на сегодняшний день отсутствует, и вряд ли такая классификация, основанная на одном или нескольких взаимосвязанных критериев, будет создана в ближайшее время. Это связано с многообразием форм фантастики и различными интерпретациями роли фантастического элемента в художественном тексте. Елена Ковтун, анализируя принятые подходы к делению фантастики на поджанры, приходит к выводу, что каждая классификация фантастики содержит рациональное зерно, но ни одна из них не является идеальной.
Надо отметить, что для западного литературоведения сама концепция выделения из массива жанровой литературы фантастики, то есть литературы, для которой фантастическое — сюжетообразующий элемент, относительно нова. Так, Джон Клют предложил в 2007 году использовать для научной фантастики, фэнтези, фантастического ужаса и т. п. заимствованный из славянских языков термин «fantastika».

## Многообразие жанра
В энциклопедии фантастики под редакцией Вл. Гакова предлагается следующая классификация. Жанр science fiction делится на «твёрдую», «естественно-научную», «научно-техническую» или «мягкую», «гуманитарную»; а также на «фантастику идеи», «утопию», «антиутопию», «роман-предупреждение» и другие. Fantasy делится на «сказочную», «мифологическую», «героическую», «фантастику меча и волшебства», «ужасную», «чёрную» (в противоположность «высокой»), «игровую» и другие. Подобная классификация встречается и в некоторых зарубежных источниках. Дж. Клют в The Encyclopedia of Science Fiction помимо вышеуказанных перечисляет такие поджанры фантастики, как затерянные миры, киберпанк, космическая опера, научное фэнтези, новая волна, планетарная фантастика, слипстрим, стимпанк, условная фантастика и другие. Время от времени в среде писателей-фантастов рождаются новые течения и жанровые маркеры. В качестве примера относительно свежих отечественных «изобретений» можно назвать турбореализм или появившуюся с лёгкой руки А. Громова «альтернативную географию».
Вильям Годшок делит всю фантастику на четыре группы: 1) «чистая» фантастика (pure fantasy), где фантастика является сама по себе целью и где какие-либо идеи играют минимальную роль; 2) философская фантастика, где фантастические образы и ситуации оказываются средством демонстрации и развития каких-то философских идей и концепций; 3) социально-критическая фантастика (critical fantasy); в произведениях этого рода фантастические образы тоже служат средством, но уже не философических исканий и рассуждений; они являются формой авторского суда над реальной действительностью; по мнению Годшока, эта разновидность фантастического уже непосредственно приближает нас к научной фантастике; и наконец, 4) реалистическая фантастика, которая и является научной фантастикой. Она основывается на экстраполяции и попытках автора предугадать будущее.
Такой проблемно-тематический подход полезен при обзорах фантастических книг, но его использование приводит к дроблению рубрикации и замене анализа подклассов фантастики их описанием. Поэтому с 1970-х годов одним из приоритетов литературоведения становятся попытки структурно-художественной и функциональной классификации жанра.

## Классификация по типу фантастического допущения

### Базовая классификация фантастики
Самой простой и ранний вариант классификации сводит все многообразие фантастики к двум видам: «научной» (англ. science fiction) и «чистой» (англ. fantasy). Эти два типа художественного вымысла различаются по способу пересоздания реальности. Е. Ковтун, в свою очередь, противопоставляет жанру фэнтези не научную фантастику, но рациональную, включающую, помимо научной фантастики (её иногда называют научно-технической или твёрдой) — социальную и другие разновидности жанра. Татьяна Чернышёва рассматривала фэнтези и ужасов (хоррор) как повествование сказочного типа, а научную фантастику — как повествование об удивительном и необычном.
Нередко встречается синтез рациональной/научной фантастики и фэнтези.

### Варианты
Существуют и более дробные классификации фантастики по типу вымысла.
Д. Уоллхейм, известный автор и исследователь западной фантастики, различает «литературу возможного» (science fiction), «литературу чудесного и таинственного» (weird fantasy) и повествования о «заведомо невозможном» (pure fantasy) — то есть гротеск, нонсенс, игру воображения.
Михаил Назаренко предложил альтернативную шкалу «фантастичности»: пограничная зона между фантастикой и реализмом; «чистая» фантастика, где фантастическое — неотъемлемой частью фантастического мира не нуждающееся в научных или магических обоснованиях; религиозная фантастика (вмешательство божественных или демонических сил) и мистика (сверхъестественные силы, не связанные с конкретной религией); альтернативная история; научная фантастика; фэнтези (миры, построенные по мотивам мифов и легенд) и научное фэнтези (гибридный жанр, где волшебство имеет научное объяснение).
Это классификация достаточно близка к той, которую даёт Т. Чернышёва в книге «Природа фантастики», разделяя фантастические образы на три группы: связанные со сказками и языческими верованиями, со средневековой мифологией монотеистических религий и народными суевериями и с преломлением в массовом сознании научной интерпретации мира.
Ольга Чигиринская считает определяющим признаком фантастики ту или иную комбинацию характерных хронотопов. Утопии (невозможное место), ухронии (невозможное время) и ускевии (невозможная вещь в подчёркнуто реальном хронотопе). То или иное использование этих приёмов порождает поджанры фантастики. По её мнению, такие субжанры фантастики, как фэнтези и космическая опера, разнятся только выбором топоса времени. Для фэнтези таким топосом является легендарное прошлое нашего мира, а для космической оперы — некое условное будущее.

## Научная фантастика
Отличительной особенностью научной фантастики (у Ковтун рациональной фантастики) является рациональность, убедительность и обоснованность фантастического допущения, она является «фантастикой возможного» о теоретически осуществимых идеях. В энциклопедии фантастики под редакцией Владимира Гакова жанр science fiction делится на «твёрдую», «естественно-научную», «научно-техническую» или «мягкую», «гуманитарную»; а также на «фантастику идеи», «утопию», «антиутопию», «роман-предупреждение» и другие.
Дональд Уоллхейм выделяет в научной фантастике следующие четыре группы: 1) воображаемые путешествия; 2) предвидение будущего; 3) необыкновенные изобретения; 4) социальная сатира.
Основное разделение научной (в терминах Е. Ковтун — рациональной) фантастики происходит по рассматриваемой проблематике, твёрдая научная фантастика и социальная фантастика. Хайнлайн в 1947 году предложил использовать термин speculative fiction (спекулятивная фантастика) для научной фантастики, в которой научно-технические достижения служат лишь средством для моделирования новых причин для человеческих действий. В дальнейшем этот термин приобрёл смысл, аналогичный предложенному Еленой Ковтун термину рациональная фантастика, в данный жанр стали включать твёрдую научную и мягкую гуманитарную фантастику (а в настоящее время — нередко ещё и фэнтези, используя его как синоним фантастики). Константин Мзареулов предложил выделять произведения, фантастическое допущение в которых трудно свести к науке или магии в особый поджанр — условную фантастику.
Gary K. Wolfe’s в своей работе Critical Terms for Science Fiction and Fantasy выделяет более 30 разновидностей научной фантастики, не включая гибридного жанра научное фэнтези.
Яркие представители: Роберт Энсон Хайнлайн, Айзек Азимов, Рэй Брэдбери, Артур Кларк, Иван Антонович Ефремов, Александр Романович Беляев.

### Твёрдая научная фантастика

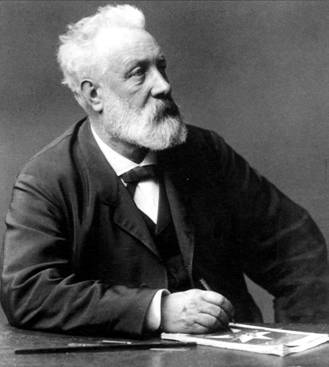
Жюль Верн, отец твёрдой научной фантастики

В твёрдой научной фантастике фантастическое допущение является самоцелью произведения и играет самостоятельную роль, не допускающую иносказательного смысла. Особенностью твёрдой научной фантастики является детальное описание открытий и изобретений, ролевая заданность персонажей. В твёрдой научной фантастике упор сделан на описание фантастического допущения, которое более убедительно и логически обосновано по сравнению с социальной фантастикой. В узком смысле слова жанр, раскрывающий влияние на жизнь людей различных научно-технических изобретений. Частые сюжеты научной фантастики: полёты на другие планеты, робототехника и т. д. Основаны на достижениях науки и научных мифах. Фантастические элементы получают рациональное объяснение и выглядят правдоподобно. В. Чумаков в рамках научной фантастики выделяет научно-техническую фантастику (изучает взаимодействие искусственной среды и человека) и научную биологическую фантастику (изменение биологических характеристик человека и связанные с этим последствия).

### Социальная фантастика

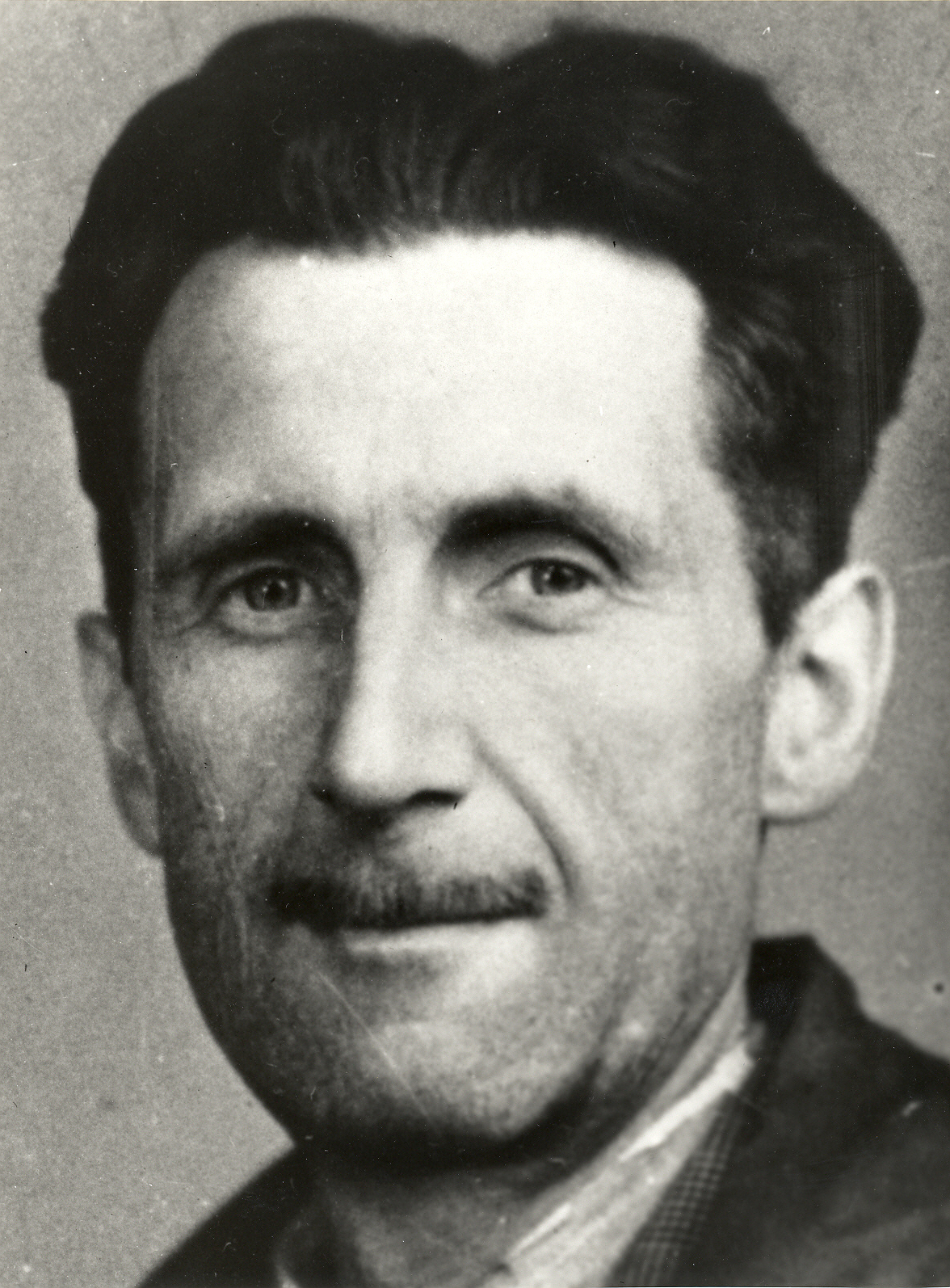
Джордж Оруэлл — автор знаменитой антиутопии «1984»

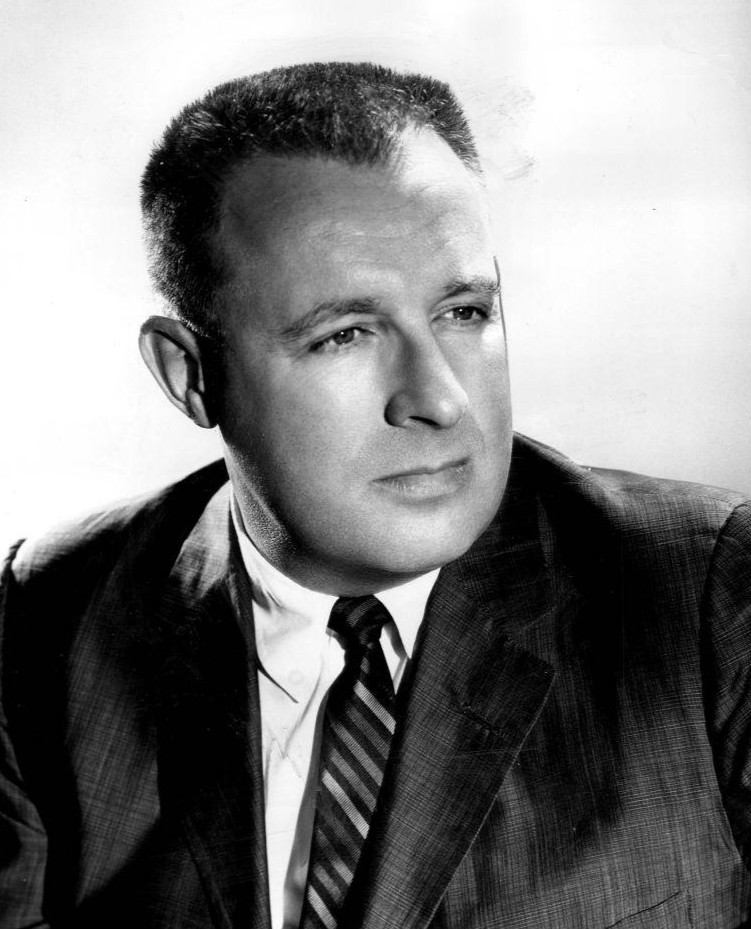
Рэй Брэдбери (фото 1959 года)

Фантастическое допущение хоть и является обязательным элементом социальной фантастики, но выполняет вспомогательную роль инструмента, а не самоцели. Главная цель социальной фантастики — раскрыть законы развития общества, попавшего в новые и непривычные для человечества условия, изучить вопросы развития человеческой цивилизации, сущность человека, его взаимодействие с внеземным разумом и природой. Социальная фантастика в большей степени связана не с естественными науками, а с гуманистическим направлением литературы. Задачами социальной фантастики Ковтун считает социальную критику и заботу о судьбах человечества. В отличие от твёрдой научной фантастики, социальная фантастика характеризуется глобальной и гуманистической проблематикой, большей проработанности характеров, сочетанием с иронией, юмором и сатирой, сложными сюжетными схемами, использованием интеллектуальных игр и парадоксов. В социальной фантастике роль фантастического допущения снижается и зачастую превращается в формальный символ принадлежности к научной фантастике. Яркие разновидности — утопия и антиутопия.
Примеры: «Корпорация „Бессмертие“» Роберта Шекли, «451 градус по Фаренгейту» Рэя Бредбери, «Град обреченный» братьев Стругацких.

## Фэнтези

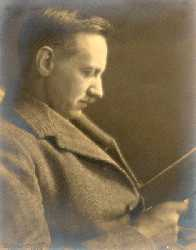
Лорд Дансени, один из наиболее известных авторов так называемого дотолкиновского фэнтези

В англо-американском фантастиковедении в рамках fantasy выделяют множество подгрупп: dream fiction (буквально «литература сновидений»), «сказочную» (fairy tales), ghost tales (истории о духах), horror tales («чёрная» фантастика, смыкающаяся с «готическим» романом), «мифологическую», «героическую», «фантастику меча и волшебства», «ужасную», «чёрную» (в противоположность «высокой»), «игровую» и другие.
Вашингтон Ирвинг выделяет в фэнтези пять групп произведений: первая группа — произведения, основанные на невозможных превращениях, персональных метаморфозах; вторая группа — изображающие несуществующих и неправдоподобных обществ; третья группа — произведения, в которых автор смотрит на мир глазами наивного существа ребёнка, животного, Дон Кихота; Четвёртая группа — произведения, в которых использованы литературная пародия или представлено намеренное «нарушение установленного исторического факта»; пятая группа — произведения, повествующие о сверхъестественных силах в реальном или воображаемом мире.
Вот одна из попыток обобщения различных способы классификации фэнтези по тем или иным признакам:
- По сюжетно-тематическому принципу: эпическое фэнтези, тёмное фэнтези, мифологическое фэнтези, мистическое фэнтези и романтическое фэнтези.
- По мифологическому колориту: славянское фэнтези, скандинавское фэнтези и другие.
- По времени и месту действия: историческое фэнтези и городское фэнтези.
- По аксеологической (ценностной) плоскости: героическое фэнтези, юмористическое и пародийное фэнтези.
- По мировоззренческому началу: научное фэнтези, технофэнтези, и такие течения отечественной фантастики, как христианское или сакральное фэнтези, в котором, в частности, работает Е. Хаецкая, и «изобретённый» Г. Л. Олди «философский боевик».
- По адресату произведения: детское фэнтези, женское фэнтези.
- Вне данной системы координат остаются детективное фэнтези, магический реализм, игровое и эротическое фэнтези[27].

Елена Ковтун, в свою очередь делит фэнтези на четыре типа: мистико-философская фэнтези, метафорическая фэнтези, «черное» фэнтези и героическое фэнтези.
- Мистико-философская фэнтези. Разновидность фэнтези, где фантастическое допущение определяет суть и смысл повествования. От созданной в произведении фантастической реальности полностью зависит судьба героя и его жизненный выбор. В произведениях данной разновидности мистико-философский аспект является главным смыслом бытия и единственной целью, достойной внимания и служения.
- Метафорическая фэнтези. Разновидность фэнтези, где фантастическое допущение является неким идеальным образом чудесного. В данной разновидности фэнтези во главу угла ставится внутренний мир человека, его душевные и духовные качества. Героями произведений становятся люди со сложным внутренним миром, вокруг их переживаний и переосмысления окружающего мира и строится сюжет.
- Чёрное фэнтези (под которым Ковтун понимает литературу ужасов). Разновидность фэнтези, где потусторонние силы вторгаются в казавшуюся до этого незыблемой обыденную реальность. Эти силы недоступны для понимания людей и воплощают в себе самые страшные свойства.
- Героическое фэнтези. Разновидность фэнтези, где фантастическое допущение превращается в декорацию, оформление пространственно-временного мира. Основой произведений являются авантюрные похождения главного героя. Мировоззренческие вопросы для этой разновидности фэнтези отходят на второй план.

## Ужасы

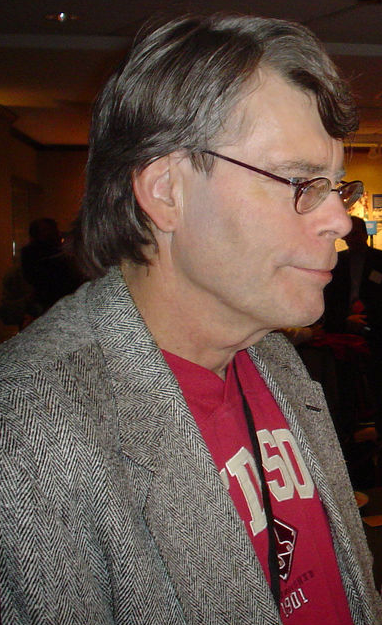
«Король ужасов» Стивен Кинг

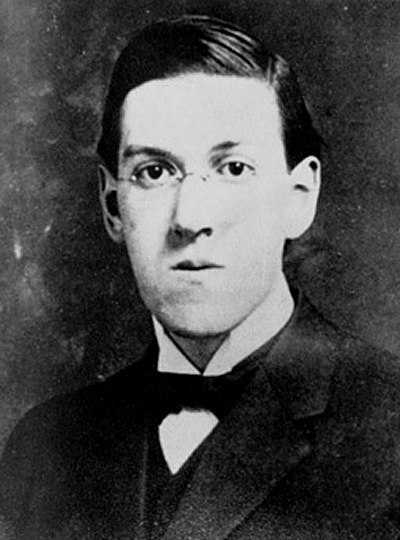
Г. Ф. Лавкрафт

Близким к темной фэнтези является хоррор, причем зачастую критики затрудняются с критериями четкого разделения этих двух жанров. К фэнтези, как правило, относят такой поджанр фантастики как хоррор (dark fantasy, horror tales, в учебнике Ковтун этот термин переводится как «чёрное фэнтези», хотя обычно этот термин используют для dark fantasy, жанра, противопоставляемого «высокой» фантези).
Галина Заломкина со ссылкой на Анну Радклиф по характеру сверхъестественного делит хоррор на horror gothic (ужас имеет материальное воплощение) и terror gothic (ужас воплощается только в напряженной атмосфере). Сьюзен Хэйворд выделяет сверхъестественный хоррор (произведения с участием фантастических существ), психологический хоррор и слэшеры (произведения с обилием кровавых сцен, простотой замысла и динамическим сюжетом.
Главная особенность хоррора и его отличие от фэнтези — беспомощность человека перед сверхъестественными силами. Оккультная мистика, могущественные потусторонние чудовища, сверхъестественные силы или катастрофические явления не подвластны воле человека. Хоррор характеризуется атмосферой страха и фатализма, зачастую принимающего форму безвыходности.
К ярким представителям жанра относятся прежде всего Г. Ф. Лавкрафт и Стивен Кинг.

## Синтез жанровых течений
Различия между научной фантастикой и фэнтези не являются принципиальными, эти жанры развивались в тесном взаимодействии, у них есть общие корни, такие как готический роман. Взаимопроникновение этих поджанров может иметь разные формы. Результатом становятся пограничные произведения, имеющие признаки обеих жанров. Мотивы обоих жанров могут сосуществовать в одном произведении («Понедельник начинается в субботу» Братьев Стругацких) или взаимопроникать, «проростать» друг в друга, трансформируясь в новую сущность («Космическая трилогия» К. С. Льюиса).
На стыке научной фантастики и фэнтези принято различать такие гибридные направлений, как научное фэнтези (волшебство имеет научное объяснение) и технофэнтези (соединение техники и магии). В свою очередь, на границе научной фэнтези и твердой НФ появился такой жанр как современная космоопера. Главным отличием космической оперы от научной фантастики является отсутствие научного обоснования и то, что научно-технические аспекты играют роль антуража.

## Границы жанра
Для жанровой классификации также важно проведение жанровых границ, выяснение, являются ли фантастическое жанрообразующим элементом для того или иного произведения. В случае положительного ответа на данный вопрос говорят о «собственно фантастике» («содержательной фантастике»), где фантастическое допущение является структурообразующим принципом и можно говорить именно о жанре фантастики. В противном случае иногда пользуются термином «формальная фантастика искусства» (фантастика, как вторичная художественная условность). В этом случае речь идет о других жанрах литературы, где фантастическое допущение является вспомогательным элементом раскрытия авторского замысла, играют вспомогательную техническую роль и не оказывают существенного влияния на сюжет и идею.
Такое разграничение привело к возникновению концепции «фантастика-цель» и «фантастика-средство». Эта концепция на долгие годы стала основной в отечественном фантастиковедении. Однако отнесение конкретных произведений к тому или иному типу на практике оказалось затруднительным и неочевидным.
И, более того, это разграничение породило два подхода к определению фантастики. Первый традиционный подход заключается в том, что фантастику считают жанром литературы и искусства. В рамках второго подхода, разделяемого рядом известных русских фантастов, фантастика считается лишь художественным приемом или методом в литературе и искусстве. Данный метод заключается в применении особого приема — фантастического допущения. По мнению таких авторов, как Громов и Ладыженский (Олди) «фантастика — это литература плюс фантастическое допущение». По мнению Бориса Стругацкого, введения в произведение элемента необычайного делает фантастику фантастикой.
Ольга Чигиринская считает, что художественной особенностью жанра фантастики является самоценность, автологичность фантастического долущения, что отличает её от нереалистичной мейнстримовой литературы, где невозможно иное прочтение фантастических образов, кроме метафорического.
Г. Гуревич в своей классификации фантастики включил разновидности использования фантастического, как приёма, в общую «карту» жанров фантастики.

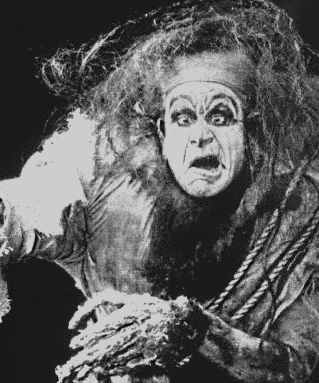
Чудовище Франкенштейна образца 1910 года, один из первых образчиков кинофантастики

Ещё один аспект состоит в том, что фантастика вышла за свои жанровые границы, переступая границы не только жанров (например, фантастический детектив и юмористическая фантастика) и родов литературы (например, фантастическая поэзия и фантастическая драматургия), но и родов искусства (например, фантастическая музыка, кинофантастика, фантастическая живопись). В некоторых источниках фантастику рассматривают в качестве мегажанра, в котором существуют все жанры и все направления с дополнительным элементом иновариантности. Проблемы типологии фантастического мегажанра были рассмотрены на Всероссийской научной конференции «Фантастика и современное мифотворчество».

## Параметры классификации
Чешский писатель Онджей Нефф классифицирует научную фантастику по трем осям: «научность» — степень достоверности гипотезы; «социальность» — наличие и глубина социально-философской проблематики; «фантастичность» — убедительность и мастерство писателя при воплощении фантастических образов.
Т. Чернышева для классификации фантастики использует систему координат: одна ось определяет тип повествовательной структуры, вторая ось — «фактура» фантастических образов. Фантастические образы она делит на три группы: связанные со сказками и языческими верованиями, со средневековой мифологией монотеистических религий и народными суевериями, и, третий вид, с преломлением в массовом сознании научной интерпретации мира.
Андрей Ермолаев в своём известном докладе 1986 года, отметив, что традиционно фантастику классифицируют по типу фантастического допущения (научная, ненаучная, сказочная), предложил различать её по принципу идейной наполненности произведения, выделив 3 большие группы: развлекательно-приключенческая фантастика, познавательная фантастика и социально-философская фантастика.
Обобщая разные попытки классификации фантастики, можно сказать, что она ведется по следующим параметрам:
- по характеру фантастического допущения (science fiction — fantasy);
- по функции фантастического допущения и рассматриваемой проблематике («научная» — «социальная»; «твердая» — «мягкая»; «техническая» — «гуманитарная» и прочее);
- по месту фантастического элемента (структурообразующий принцип — элемент поэтики) и его роли (Елена Ковтун использует термины «содержательная» и «формальная» фантастика). Произведения, в которых фантастическое не играет самоценную роль, зачастую не относят к собственно жанру фантастики[17];
- по тематике, пафосу, типу сюжета (философская, психологическая, приключенческая, сатирическая фантастика и т. п.)[54].

## Жанры, пограничные с фантастикой
Елена Ковтун предлагает различать в европейской литературе XIX—XX веков шесть типов вымысла: рациональную фантастику, fantasy, сказочную, мифологическую, сатирическую и философскую условность. Рациональная и научная фантастика собственно и образуют то, что принято называть фантастикой.

## Карта страны фантазии по Гуревичу

Карта страны фантазий по Георгию Гуревичу

Советский фантаст Георгий Гуревич в своих фантастиковедческих работах попытался составить «карту страны фантазии», включающую как собственно фантастику (в терминологии Елены Ковтун — «содержательную») так и примыкающие к ней произведения («формальная фантастика»).
В своей классификации Георгий Гуревич разделил всю фантастику на 10 групп.
По типу фантастического («область мечты») его карта делится на чистую (не имеющую обоснования) фантастику и научную. Особняком отмечены психологическая и приключенческая фантастика. Сатира примыкает к политической фантастике, а утопия к антиутопии. Познавательная фантастика граничит с областью новых идей, которая в свою очередь с лабораторной и производственной фантастикой.
Впоследствии Гуревич разработал новый вариант карты фантазии и выделил на ней следующие жанры фантастики: познавательную, приключенческую, мечту о цели, новые идеи, мечта о средствах (производственный и лабораторный), техника будущего, психологическая, сатирическая, антиутопия и утопия.
В своей классификации Георгий Гуревич выделяет фантастику-приём и фантастику-тему. В первом случае фантастика играет роль инструмента для выражения творческого замысла писателя, во-втором является основой сюжета и главным смыслом произведения. Причем одно и тоже фантастическое допущение может играть в разных произведениях роль приёма или темы.
Фантастика, как приём в художественном произведении делится на познавательную (популяризация науки), приключенческую, психологическую (изучения характера человека), сатирическую и политическую (отображение политических проблем через призму фантастического).
Фантастика, как тема в художественном произведении делится на фантастику чистой мечты, фантастику научных идей, лабораторную, производственную, фантастику предостережения и утопию.